# Новобытовская средняя школа
Новобытовская средняя школа — средняя общеобразовательная школа села Новый Быт. Имеет дошкольное отделение. Язык образования — русский. По состоянию на 2021 год общая численность учащихся — 494 человека (а также 208 человек дошкольного отделения).

## История школы
Школа расположена в одном из исторических мест Лопасненской земли — рядом с монастырём Вознесенская Давидова пустынь, в селе Новый Быт. История школы начинается задолго до появления непосредственно села Новый Быт, возникшего только после образования одноимённого колхоза на территории монастыря в 1929 году.
Первой школой рядом с монастырём была Легчищевская земская начальная школа, построенная в 1863 году. Она размещалась в наёмном деревянном здании площадью 40 м²., владельцем которого был священник Димитрий Махаев. В 1882/1883 годах в ней обучалось 49 человек из 9 окрестных селений. Всего в ней было три класса(группы), в которых обучались и мальчики и девочки совместно. Маленькая школа была переполнена и не могла вместить всех желающих учиться. Согласно переписке А. П. Чехова с сестрой Марией Павловной попечителем этой школы был писатель В. А. Гиляровский.

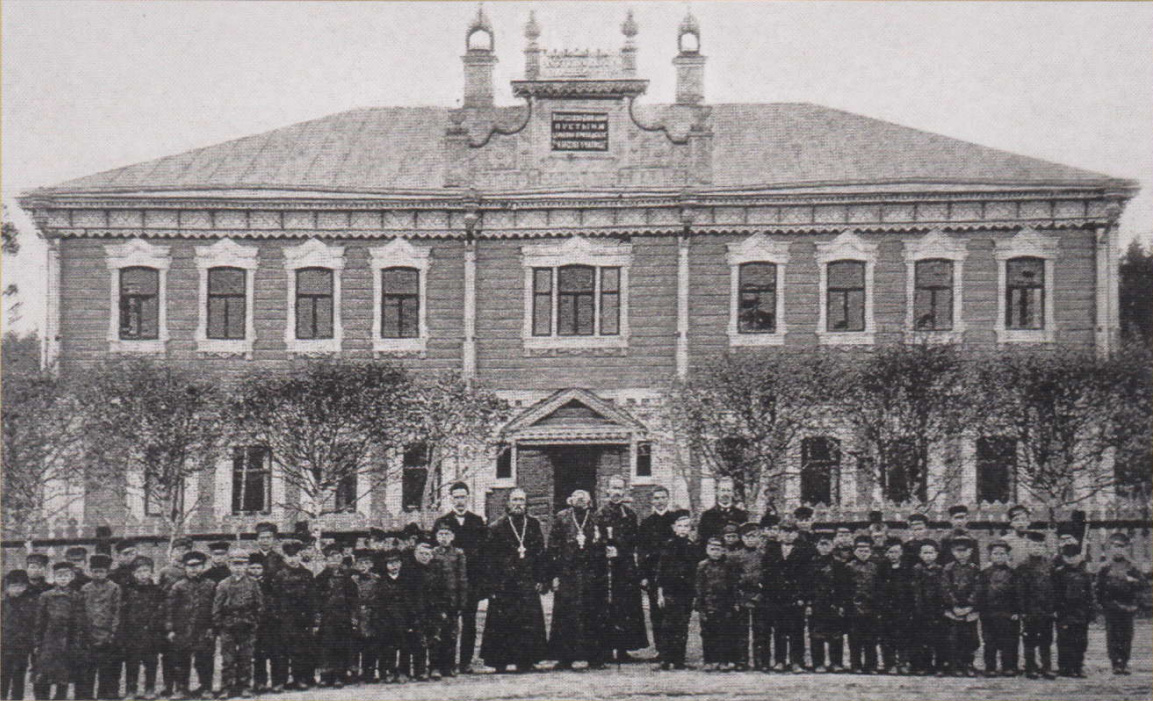
Архимандрит Валентин и преподаватели с учениками церковно-приходской школы, 1909

В 1894 году в Вознесенской Давидовой пустыни была открыта двухклассная церковно-приходская школа для мальчиков, сначала 4-х, а затем 6-ти лет обучения. Сразу после открытия в ней обучалось 53 мальчика, а в 1909 году — уже 140 человек. В то время школа считалась одной из лучших во всей округе. Здание школы было двухэтажным, первый этаж был каменный, второй — деревянный. После революции 1917 года данное здание использовалось сначала как общежитие совместно с нуждами «Давыдовской школы крестьянской молодежи» совхоза «Давыдова пустынь», а затем в нём была сначала начальная, а затем c 1937 года средняя школа села Новый быт. В настоящее время здание возвращено монастырю и в нём после реставрации планируется открыть православную гимназию.
В 1904 году было закончено строительство ещё одной школы — одноэтажного здания на границе монастыря и села Легчищево, в которой открылась одноклассная (3 года обучения) школа для девочек. В 1909 году в ней обучалось 42 человека. Все расходы по содержанию школ нес на себе монастырь, а их попечителем с первых дней неизменно был настоятель обители архимандрит Валентин.
Поле революции первая школа стала называться «Давыдовская школа 1-йступени», а вторая — «Легчищевская школа 1-й ступени».
В 1925 году была создана Школа крестьянской молодёжи, обучавшая «знаниям по сельскому хозяйству и сельскохозяйственной технике», первое время размещавшаяся в давыдовской школе, а затем переместившаяся на монастырскую территорию.
В 1934 году средняя школа села Добрыниха из-за её малочисленности была передана в Новый Быт, после чего Новобытовская школа стала 7-летней.
В послевоенное время в школе был интернат, где в двух спальных комнатах проживало до 20-ти детей. Здания школы были рассчитаны на 190 мест, но начиная с 1947 года в ней не училось менее 300 детей, из-за чего обучение было организовано в две смены.
В начале 1950-х годов Новобытовская школа стала полной средней с 10-летним обучением.
В 1977 году в Новом Быту было открыто новое здание школы, действующее в настоящее время. Тогда в школе обучалось около 200 человек, а в 2018 году обучалось уже почти 500 учеников.
В 1996 школа получила статус школы с углублённым изучение отдельных предметов (математика, экономика, физика).
В сентябре 2000 года по предложению жителей сельского поселения Баранцевское и руководства школы был открыт школьный историко-краеведческий музей.
Школа трижды становилась лауреатом конкурса «школа года России». В 2008 году школа стала победителем приоритетного национального проекта «Образование». В 2011 году была одержана победа в муниципальном конкурсе «Лучшее образовательное учреждение Чеховского муниципального района». В 2013 году была одержана победа в областном конкурсе образовательных учреждений, внедряющих инновационные образовательные программы «Лучшая инновационная образовательная организация Московской области».

## Преподавательский состав
В 2022 году в школе работал 71 человек — 51 педагогов, 5 человек руководства и 14 человек вспомогательного персонала.
Директором школы является Лысенко Александр Михайлович.